# Reboiler

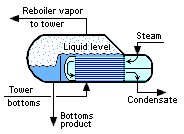
Schemat działania przykładowego reboilera kotłowego ogrzewanego parą

Reboiler – rodzaj wymiennika ciepła służący do odparowania substancji ciekłej kosztem ciepła przekazanego jej od innego płynu (cieczy, gazu, pary wodnej). Reboilery są częścią składową przemysłowych systemów destylacyjnych. Umieszczone są zwykle u dołu kolumny rektyfikacyjnej i zasilane orosieniem. Generowana w nich para kierowana jest ponownie do kolumny destylacyjnej, a frakcje wysokowrzące usuwane są w formie ciekłej.
W typowej przemysłowej kolumnie destylacyjnej cała ilość par substancji biorących udział w separacji pochodzi z reboilera.